# Мастер ключей
Мастер ключей (англ. Keymaker) — персонаж фильма Матрица: Перезагрузка. Его играет корейско-американский актёр Рэндалл Дук Ким. Мастер ключей — одна из разумных программ, системный изгнанник. Он постоянно находится в работе — вырезает ключи-ярлыки. Эти ключи позволяют очень быстро добраться до любого места в Матрице. По совету Оракула Нео освободил мастера из замка Меровингена, чтобы Мастер ключей помог Избранному найти Архитектора и положить конец войне.
Ролью Мастера ключей Рэндалл Дук Ким обязан ассистенту режиссёра Мали Финну, который сумел уговорить братьев Вачовски взять Рэндалла на эту роль. А когда Вачовски предложили роль Мастера Дук Киму, он принял это предложение без тени сомнения.

## Озвучивание
- В русской версии Мастера Ключей озвучивал Владимир Ерёмин.
- Голосом Мастера Ключей в игре The Matrix: Path of Neo является Питер Ренедей (Peter Renaday).